# کوویزلا
کوویزلا (به صربی: Kovizla) یک منطقهٔ مسکونی در صربستان است که در بروس واقع شده‌است. کوویزلا ۵۹ نفر جمعیت دارد.